# Jardin Lily-Laskine
Le jardin Lily-Laskine est un espace vert du 17e arrondissement de Paris, en France.

## Situation et accès
Cet espace vert est relié à plusieurs espaces verts séparés, situés à proximité du boulevard périphérique, entre la porte Maillot et la porte d’Asnières, par la promenade Bernard-Lafay.
Le jardin est accessible par le 5, rue du Caporal-Peugeot.
Il est desservi par la ligne 3 à la station Louise Michel.

## Origine du nom
Son nom rend hommage à la harpiste française Lily Laskine (1893-1988).

## Historique
Le jardin est créé en 1991.